# Comme ils disent
 Comme ils disent (Quel che si dice, nell'adattamento del testo in italiano ad opera di Giorgio Calabrese) è un brano musicale, scritto ed interpretato dal cantante franco-armeno Charles Aznavour,  con l'arrangiamento di Christian Gaubert. Il brano fu pubblicato nell'album Idiote je t'aime. Successivamente furono lanciati due 45 giri il primo, in edizione promozionale, con il brano sul lato B Idiote je t'aime e l'altro per la vendita con On se réveillera. 

## La storia e il testo
La canzone affronta il tema dell'omosessualità e il tabù che costituiva nei primi anni '70 nel post-maggio 68.  Per il testo, Aznavour era stato ispirato dal suo autista, dal suo segretario e da un amico designer, Androuchka. 